# The Killer Elite
The Killer Elite (br.: Elite de Assassinos) é um filme estadunidense de 1975 do gênero ação, dirigido por Sam Peckinpah. Além dos tiroteios costumeiramente filmados pelo diretor, há cenas com lutadores de artes marciais.

## Elenco principal
- James Caan ... Mike Locken
- Robert Duvall ... George Hansen
- Gig Young ... Lawrence Weyburn
- Burt Young ... Mac
- Arthur Hill ... Capitão Collins
- Mako ... Yuen Chung
- Bo Hopkins ... Jerome Miller

## Sinopse
Mike e George são parceiros de trabalho em uma agência particular de mercenários (Com-Teg) que presta serviços à CIA e outras similares. Durante um serviço em um cativeiro, George trai e fere à tiros Mike, além de matar o prisioneiro.
Dado como inválido em definitivo, Mike se esforça durante o longo tratamento e consegue se recuperar, embora fique com sequelas tais como mancar de uma perna. Ele volta à ativa e logo é informado que George, que havia desaparecido, agora retornou contratado por uma agência rival. Sem confiar em ninguém, Mike recruta homens de confiança para auxiliá-lo em um novo serviço e se vingar de George.  